# Râul Iazu Morilor
Râul Iazu Morilor este un vechi canal artificial executat pentru alimentarea unui lanț de mori de apă. Canalul începe din râul Prahova în dreptul localității Florești și debușează în râul Cricovul Dulce. În prezent, morile au fost dezafectate și canalul servește pentru alimentarea cu apă a localităților și pentru irigații. 